# 12170 Vanvollenhoven
12170 Vanvollenhoven è un asteroide della fascia principale. Scoperto nel 1977, presenta un'orbita caratterizzata da un semiasse maggiore pari a 3,0616754 UA e da un'eccentricità di 0,3005777, inclinata di 2,99139° rispetto all'eclittica.